# カエル畑DEつかまえて☆彡
『カエル畑DEつかまえて☆彡』（カエルばたけでつかまえて）は、TAKUYOより2010年4月28日に発売されたPlayStation 2用恋愛アドベンチャーゲーム。略称は「カエル畑」。
2010年11月11日にはPlayStation Portable版が、2014年12月18日にはPlayStation Vita版が発売された。
ファンディスクである『カエル畑DEつかまえて・夏 千木良参戦！』は、2010年12月28日にPlayStation 2版が発売され、2011年6月16日にPlayStation Portable版が、2015年5月21日にPlayStation Vita版が、2022年3月24日にNintendo Switch版が発売された。

## ストーリー
ある日の午後、月宿高校の放送部員である少女・菅野風羽は、同じ放送部員である千木良工、広瀬優希、法月蓮と共に『月宿市の七不思議を作る』という企画を立ち上げる事になった。やる気のない千木良を置いて、風羽、広瀬、法月の3人は学校の渡り廊下に在る小さな社を調査しに向かうが、老朽化していた社を壊してしまう。崩壊した社から転がり出てきた銅鏡からは奇妙な紫煙が吹出し、その場に居合わせた葉村椋人、空閑正臣ともども煙に巻かれる。戸惑う5人の視界が晴れると彼らは、社に置かれていたコロコロと丸いデフォルメされたようなカエルの置物と、同じ姿になっていた。
そこへ通りかかった十九波十夜と名乗る猫又に、条件付きで人間に戻してもらった風羽たちは、十九波に提示された条件を遂行すべく、月宿市蛙畑に建つ『月蛙寮』での奇妙な共同生活を強いられる事になったのだった――。

## 登場人物

### 主人公
菅野 風羽（すがの ふう）
声：なし
名前変換可能。月宿高校1年4組。放送部所属。159cm。5月5日生。顔の造形に関しては男女いずれからも『可愛い』と評される美少女だが、山育ちで、大抵の男子生徒よりは筋力も持久力も度胸もあるヒーロー属性。大人しく、やや古風で丁寧な言葉遣いが特徴。
「世間一般な女性らしさ」に疎く化粧などはしたことがない。すぐにお腹が空く体質らしく、よく食べる。

### メインキャラクター
葉村 椋人（はむら むくと）
声：杉山紀彰
1年4組。美化委員。のちにエコ部にも所属。173cm。2月22日生。何を言うにもひねくれた物言いをしがち。大体が喧嘩腰なので、周囲とは口論になりやすい。頭はよいが、性格がたたり、ほとんど披露されない。高い場所を好んでおり、甘いものとおばけが苦手。
空閑 正臣（くが まさおみ）
声：岸尾だいすけ
1年3組。美化委員と、エコ部に所属。175cm。9月6日生。内気で、普段は独特の非常にゆったりとした喋り方をしているが、趣味の話になると人並み以上に饒舌になる。猫が好きだが猫からは好かれず、よく威嚇されたり噛み付かれたりしている。法月とは猫好き仲間になる。家電やアニメ、ゲームが好き。最もヒロインっぽい人物。
広瀬 優希（ひろせ ゆうき）
声：入野自由
1年3組の学級委員長。放送部所属。172cm。10月8日生。基本的に周囲への気配りを欠かさず物腰は柔らかいが、好き嫌いははっきりしており時々発するツッコミはかなり辛辣。外見が地味なのを気にしている。しりとりが得意。雨男で、運がない。
法月 蓮（のりづき れん）
声：代永翼
2年5組。放送部部長。164cm。1月12日生。興味が広く、意欲的で行動的だが計画性はない。小柄で、ふわふわとした雰囲気の持ち主。甘いものが好き。行動原理の中心に常に猫を置くほどの猫好きで、猫語を駆使して猫と会話できると自称している。
米原 美咲（まいばら みさき）
声：真殿光昭
2年2組、千木良のクラスの担任で、放送部顧問。177cm。12月8日生。失言が多く、顔以外は残念な人物だと評されている。その言動で女子生徒に引かれたりしているが、「ミサキちゃん」と愛称で呼ばれるなど生徒達から人気はある様子。料理が非常に得意。
戸神 明杜（とがみ あきもり）
声：小西克幸
3年生の生徒会長。181cm。5月9日生。生徒会の仕事をしているところをほとんど目撃された事がない。電波発言が少なくなく、豪快で大雑把だが、地域の子供達の面倒を見たり、傷つけられた樹を見て心を痛めるなど心根は優しい。他人の名前をほとんど覚えず、勝手に適当な名前で呼んでいる。

### サブキャラクター
千木良 工（ちぎら たくみ）
声：岡本寛志
2年2組。放送部副部長。171cm。11月5日生。関西弁の天然パーマ。チヂレと言われると怒る。基本的にダルそうにしているが、口達者で腕っ節も強い。
小田島 創一（おだじま そういち）
声：鳥海浩輔
1年4組、主人公のクラスの担任。美化委員会とエコ部の顧問。175cm。7月10日生。喉が弱く、嬉しい事があったりすると喀血するが、常に至って平和そうに微笑んでいる人物。とある事件により、主人公達の寮の寮監になる。
水城 一陽（みずしろ かずひ）
声：藤田咲
2年生。168cm。改造制服を着た学園のアイドル。戸神や千木良や兼子とは折り合いが悪い。
兼子 佐希子（かねこ さきこ）
声：恒松あゆみ
1年4組。美化委員。164cm。8月7日生。主人公の友人で、眼鏡。可愛いものが趣味でオカルトオタク。キレると、眼鏡からラップ音のような音が聞こえて怖いと芳子から言われている。
川奈 芳子（かわな よしこ）
声：松来未祐
1年4組。161cm。3月29日生。主人公の友人で、イケメンの自然な生態を陰から盗み見るのが趣味。普通の女の子。
十九波 十夜（とくなみ とうや）
声：菅沼久義
500歳を超えた、猫又とおぼしき二足歩行の生物。約60cm。とある事故以降、主人公達と関わっていく事になる。
青色カエル（あおいろカエル）
身長1mの面妖な姿をしたカエルの妖怪。声が男前。人間を嫌っている。
桃色カエル（ももいろカエル）
桃色をした、どこか華奢な印象のカエルの妖怪。月宿を大切に思っている。
邪守輪（じゃすりん）
桜の木の妖精。御仁、桃色のオッサン、ジャスリーンなどと呼ばれる。
烏天狗（からすてんぐ）
齢数千年の高位の妖怪。弟子がいる。捕縄術が得意らしい。

## 主題歌
カエル畑DEつかまえて☆彡
オープニングテーマ「がんばれ ア・タ・シ」
作詞：アキレスKEN、作曲・編曲：森藤晶司 / 歌：miko
エンディングテーマ「Message of wind」
作詞：CAO、作曲・編曲：森藤晶司 / 歌：flaque

カエル畑DEつかまえて・夏 千木良参戦！
オープニングテーマ「恋愛ズキュン！恋ゴコロ」
作詞：アキレスKEN、作曲・編曲：森藤晶司 / 歌：miko
エンディングテーマ「Precious dreamer」
作詞：CAO、作曲・編曲：森藤晶司 / 歌：flaque

## 関連商品
いずれもTAKUYO通販やイベントでの限定販売。

### CD
カエル畑DEつかまえて・音
『カエル畑DEつかまえて☆彡』／『カエル畑DEつかまえて・夏 千木良参戦！』のオープニング、エンディング曲のフルバージョンのほか、ゲーム内BGMも収録。描き下ろしジャケット＋特製ブックレット付き。

### 書籍
カエル畑DEつかまえて・本
描き下ろし漫画や書き下ろしショートストーリーなどを収録。フルカラー。
カエル畑DEつかまえて☆彡設定資料集
2010年発刊。製作者のコメントなどを収録。